# Livio Missir di Lusignano

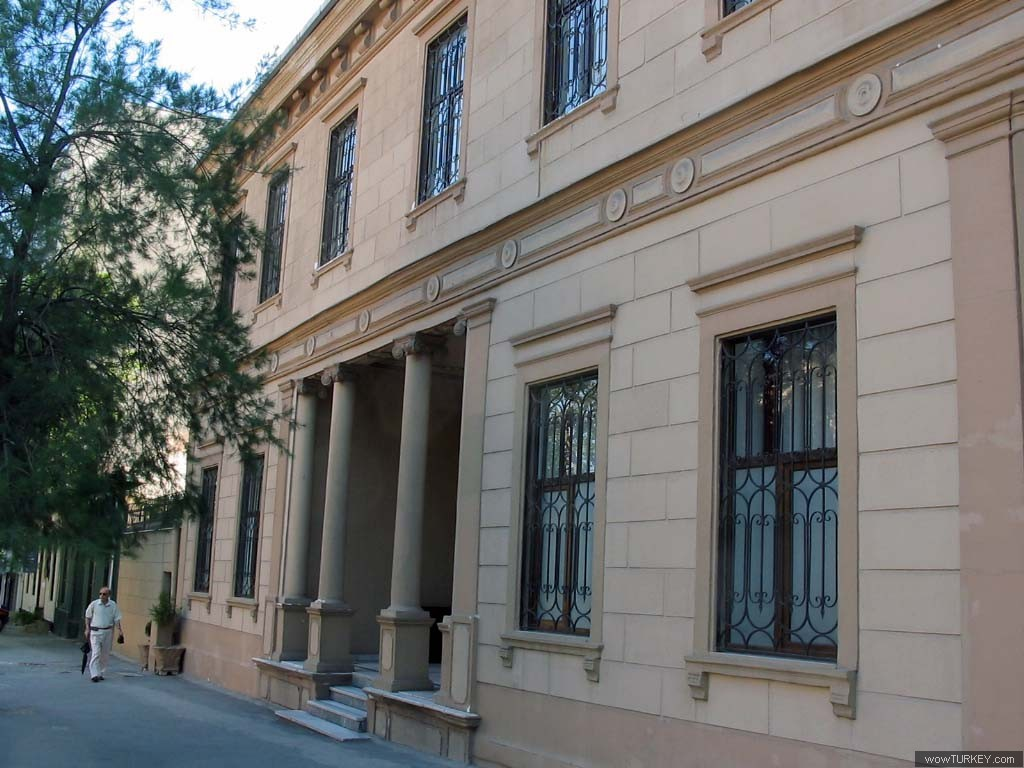
Case levantine di Smirne, città d'origine di Livio Missir di Lusignano

Livio Missir di Lusignano (Smirne, 27 aprile 1931 – Bruxelles, 16 ottobre 2015) è stato un diplomatico e saggista italiano, naturalizzato belga. Membro della comunità italo-levantina, faceva parte di una famiglia che pretende discendere da Amalrico II di Lusignano, re di Cipro e di Gerusalemme (1194-1205).

## Biografia
Livio Missir di Lusignano nacque nel 1931 da un padre italo-levantino discendente da armeni, trapiantati nel Seicento a Smirne (attualmente Turchia) e diventati nei decenni successivi cattolici (integrandosi nella società levantina della città).
Dopo aver studiato presso le scuole salesiane di Istanbul e Smirne, ha fatto una brillante carriera che lo ha portato a essere addetto culturale alla segreteria dell'Unione europea. Ha avuto due figli, entrambi entrati negli ambienti diplomatici (uno fu ucciso con sua moglie in Marocco durante una rapina nel 2006).
Si è dedicato con assiduità alla scrittura di saggi di varia natura (principalmente in italiano e francese), centrati specialmente sul mondo levantino dell'Impero ottomano e della Turchia contemporanea.
È stato nobilitato a titolo ereditario e creato cavaliere a titolo personale dal re Alberto II del Belgio nel 2008.

## Opere
La sua opera più nota è Les anciennes familles italiennes de Turquie.
Altre opere di Livio Missir Reggio Mamachi di Lusignano sono:
- Arbre généalogique de la famille Missir. 1671-1969, 1969
- Eglises et état en Turquie et au Proche-Orient, 1973
- Appunti familiari, 1974
- Rome et les églises d'Orient, 1976
- Familles latines de l'empire ottoman, 2004 ISBN 975-428-262-5
- Vie latine de l'Empire ottoman, 2004 ISBN 975-428-265-X
- Varia smyrnensia, 2007 ISBN 978-975-428-343-3

Ha composto anche articoli per riviste specializzate, come * "La collettività italiana di Smirne" e  "Il racconto di un secolo nelle Memorie di Sergio Romano" (Rivista di studi politici internazionali, 2002).